# Staatspolitie (Albanië)
De Staatspolitie (Albanees: Policia e Shtetit) is het nationale politiekorps van de Republiek Albanië. Het valt onder het ministerie van Binnenlandse Zaken. Het hoofdkantoor is gevestigd in Tirana, de hoofdstad van het land.
Het politiekorps werd in 1913 opgericht, vlak na de onafhankelijkheid van Albanië. In 2014 startte het ministerie van Binnenlandse Zaken een moderniseringsproces van de politiediensten. De organisatie is ingedeeld in verschillende zijtakken, die als voornaamste taak hebben de openbare orde te handhaven en misdaad te voorkomen, te onderzoeken en te bestrijden.

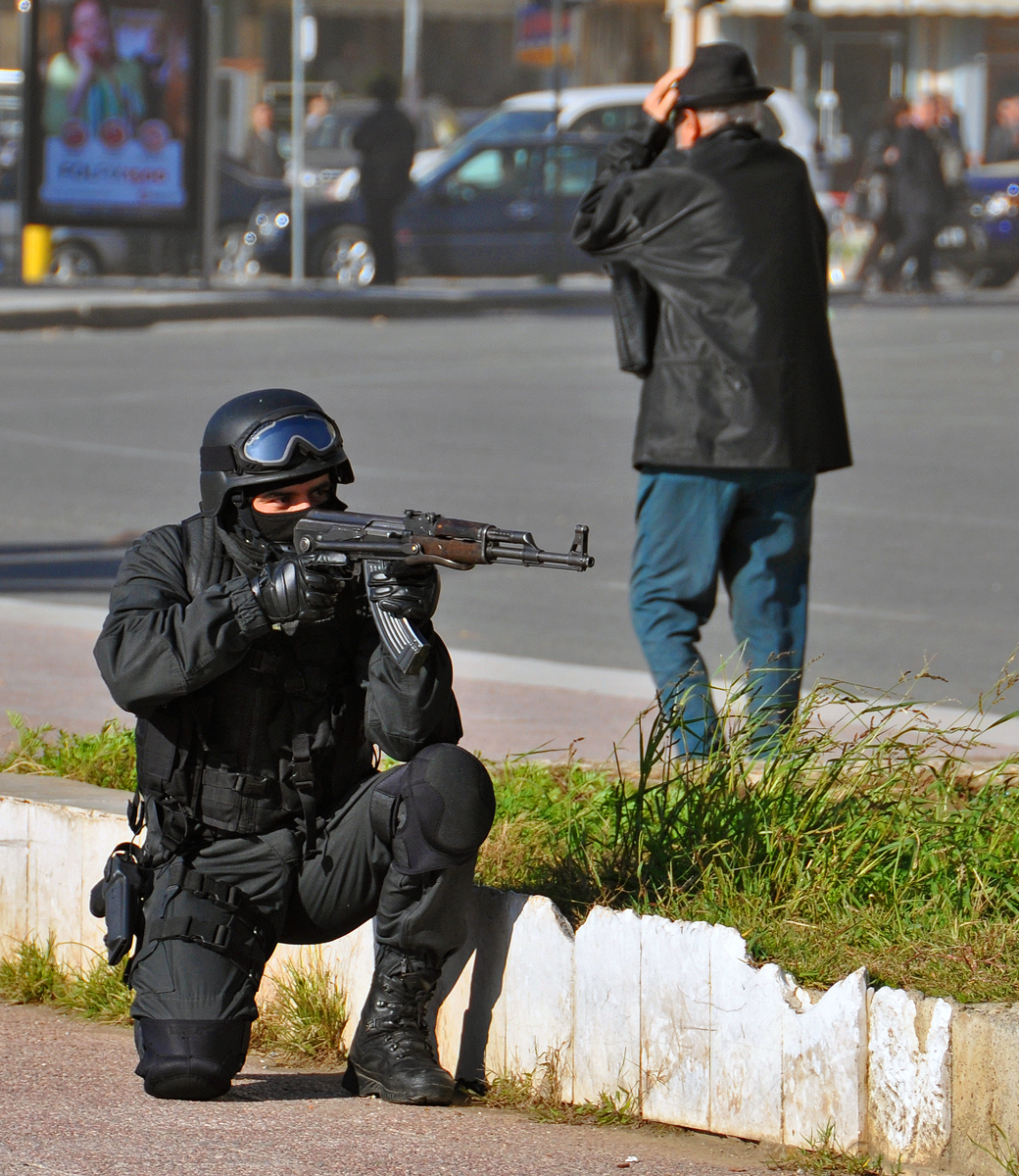
Personeel van de speciale eenheden.

## Eenheden
| Logo | Eenheid                                  |
| ---- | ---------------------------------------- |
|      | Ordepolitie                              |
|      | Grenspolitie                             |
|      | Verkeerspolitie                          |
|      | Snellereactie-eenheid                    |
|      | Speciale en anti-Terroristische eenheden |
|      | Militair politiekorps                    |

## Bewapening
- Glock 34
- TT-33
- Beretta 92
- Beretta PX4 Storm
- Beretta APX
- Makarov PM
- Beretta ARX 160
- HS Produkt VHS
- Heckler & Koch MP5
- Heckler & Koch UMP
- Heckler & Koch MP7
- AK-47
- AKM
- Sako TRG M10
- Sako TRG-42
- Heckler & Koch HK417

## Voertuigen
- Aprilia
- Ford Focus
- Chevrolet Aveo
- Volkswagen e-Golf
- Hyundai Accent
- Hyundai i10
- Hyundai Santa Fe
- BMW 5-series
- Skoda Octavia
- Land Rover Defender
- Mil Mi-8